# Saucisse italienne
En Amérique du Nord, la saucisse italienne (salsiccia en italien) désigne le plus souvent un style de saucisse de porc. La saucisse est souvent notée pour être assaisonnée avec du fenouil comme assaisonnement principal. En Italie, cependant, on fabrique une grande variété de saucisses, dont beaucoup sont très différentes du produit susmentionné.
Les variétés les plus courantes commercialisées sous le nom de « saucisses italiennes » dans les supermarchés sont les saucisses piquantes et les saucisses douces,,,.

## Histoire
Initialement connue sous le nom de lucanica, les premières traces de cette saucisse remontent au Ve siècle avant J.-C., lorsque l'historien romain Marco Terenzio Varrone a décrit comme suit cet usage consistant à farcir sa viande dans l'intestin du porc avec des épices et du sel : « On appelle lucanica la viande hachée farcie dans un boyau, parce que nos soldats ont appris des Lucaniens à la préparer. » 
Les écrits antiques de Cicéron et Martial, qui mentionnent Lucania comme le lieu de naissance de la saucisse italienne, confirment sa naissance en Basilicate .